# Maison de Saint Ananie
La Maison de Saint Ananie (aussi appelée Chapelle de Saint Ananie) (Arabe : كنيسة القديس حنانيا ) est une ancienne structure souterraine à Damas, en Syrie, attestée comme étant les restes de la demeure de Ananie de Damas, où Ananie a baptisé Paul de Tarse (qui deviendra l'apôtre Saint Paul). Des recherches archéologiques en 1921 ont révélé les restes d'une église Byzantine datant du Ve  ou  VIe siècle, ce qui ajoute des éléments concrets à la croyance populaire qui affirme que la chapelle a une origine post-Chrétienne. L'édifice se trouve à la fin de la rue droite de Damas près de Bab Charki (porte est). En 2010 encore, l'édifice était utilisé comme une église.

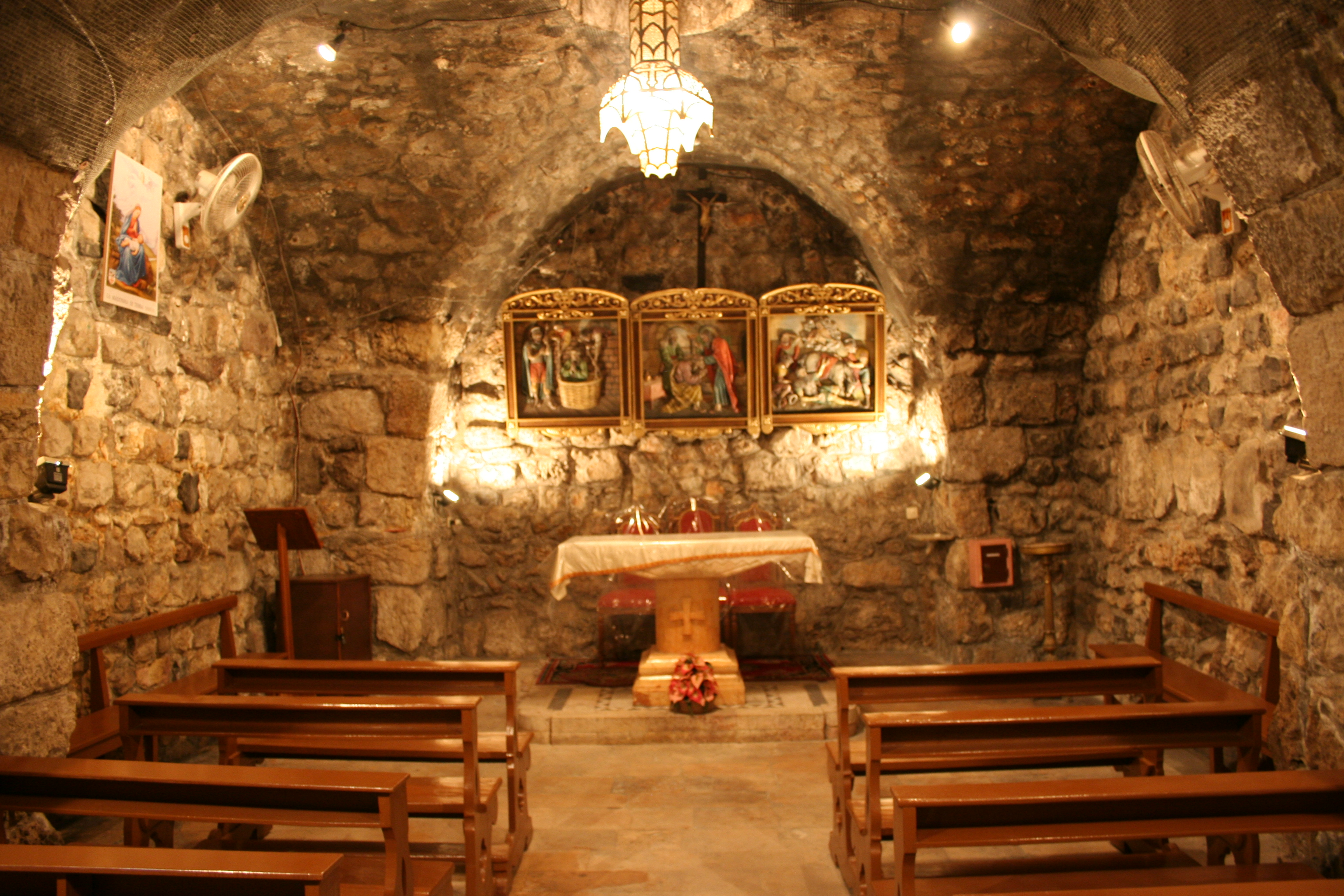
Intérieur de l'église de Saint Ananie
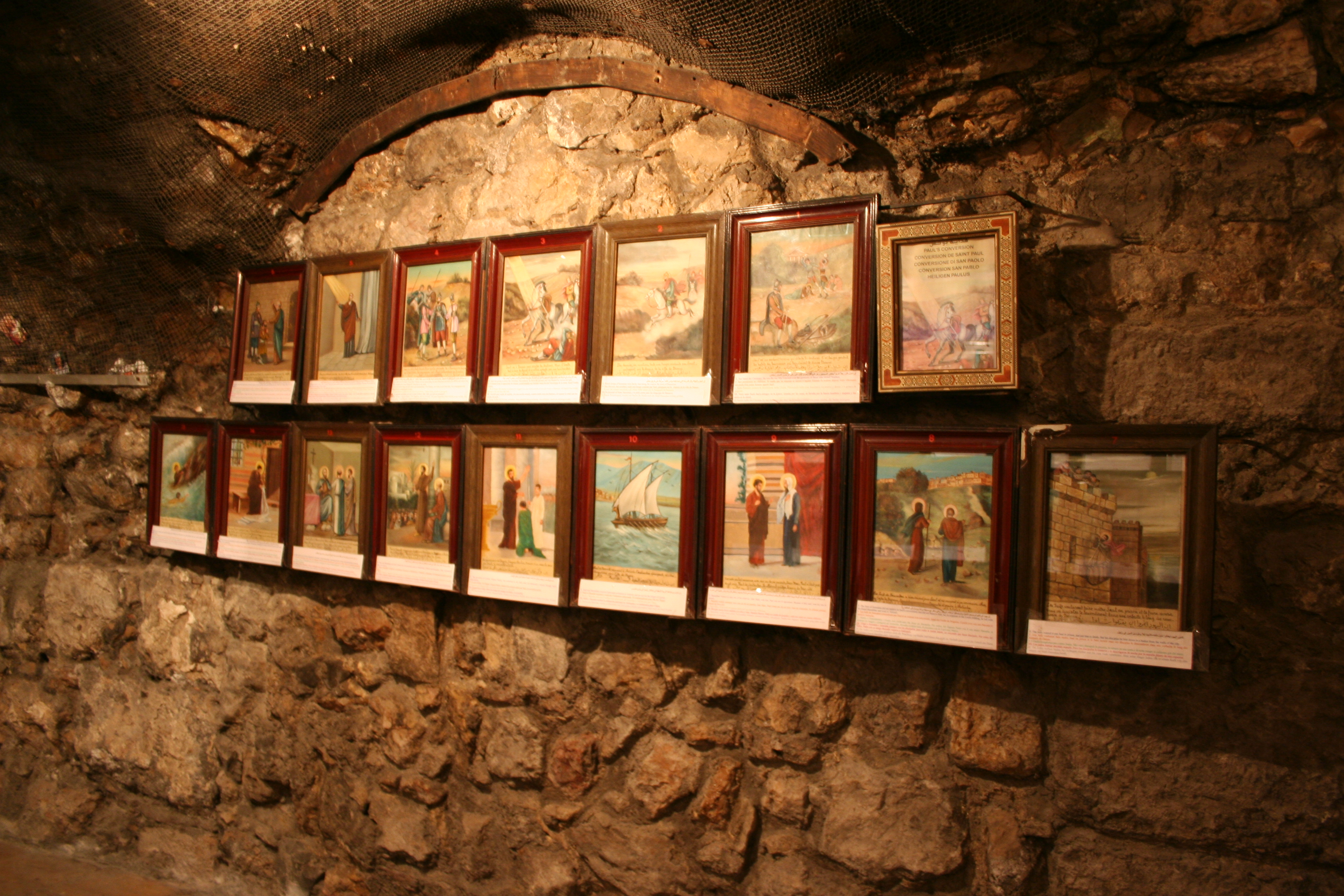
Dessins racontant la vie de Saint Ananie